# Hilding Johansson (teolog)
Hilding Johansson, född den 17 maj 1918 i Ryda, Skaraborgs län, död 1993 i Mariestad, var en svensk kyrkohistoriker och skolman.
Johansson blev teologie kandidat och prästvigd för Skara stift 1944, med missiv för såväl Skara som Lunds stift, teologie doktor (1950), docent samma år i Lund i praktisk teologi med kyrkorätt, under en kortare period tillförordnad professor. Han var en av sin tids främsta kännare av cisterciensorden. Johansson stod på förslag till professor i Uppsala 1954 och i Lund 1967, dock utan att erhålla tjänst som professor. Från 1958 till pensioneringen 1983 var han lektor vid gymnasieskolan i Mariestad, där han undervisade i religionskunskap och filosofi. 
Johansson gjorde sig känd som hembygdsforskare i Skaraborgs län. Han tilldelades 1975 Västergötlands Fornminnesförenings förtjänstmedalj. 
Under sin studietid i Lund blev han känd under tillnamnet Cykel-Johan på grund av förkärleken till cykeln; han cyklade till och med hem till Västergötland vid ferierna. Johanssons förkärlek för tvåhjulingar sträckte sig även till motorcykeln och de flesta av de prov han förelade sina klasser i filosofi rörde inte filosofi, utan kunde bestå i att eleverna skulle räkna upp så många motorcykelmärken som möjligt. Han var språkkunnig, och bland de klassiska språken talade han såväl latin, grekiska, hebreiska som syriska - sistnämnda språk forskade han i under en period vid Helsingfors universitet.